# カレロ＝フィン・ソビエト社会主義共和国の国歌
カレロ＝フィン・ソビエト社会主義共和国の国歌（フィンランド語: Karjalais-suomalaisen sosialistisen neuvostotasavallan hymni）とは、ソビエト連邦構成共和国であるカレロ＝フィン・ソビエト社会主義共和国の国歌である。